# Cydnus aterrimus
Punaise de l'euphorbe
Espèce
Cydnus aterrimus est une espèce d'insectes hémiptères du sous-ordre des hétéroptères (punaises). Il appartient à la famille des Cydnidae, sous-famille des Cydninae.

## Description
Relativement grande punaise, de 8 à 12,5 mm de long, ce qui en fait le plus grand Cydnidae d'Europe de l'Ouest. Son pronotum est marqué d'une ligne transverse, et est comme creusé vers sa marge antérieure, en arrière de la tête. Le scutellum est également caractéristique par sa forme presque de triangle équilatéral. La marge postérieure des cories (partie coriacée de l'aile antérieure, l'hémélytre) est de forme caractéristique et unique, faisant croire à une découpe en forme de chapeau, avec les membranes hyalines. Les tibias sont épineux.

Il se distingue des autres espèces du genre Cydnus par les critères suivants : les marges de la tête sont réfléchies vers le haut (non réfléchies chez les autres espèces), la surface du clypeus est ponctuée (non ponctuée chez les autres espèces) et le pronotum densément ponctué (faiblement chez les autres), le second article des antennes est égal ou plus long que le troisième (plus court chez les autres espèces), l'apex du scutellum est étroit (largement arrondi chez les autres espèces), les parties antérieures et latérales des aires évaporatoires sont ponctuées (imponctuées chez les autres), la marge supérieure de l'ouverture de la capsule génitale du mâle n'est pas en forme de dent (en forme de dent chez les autres espèces). 

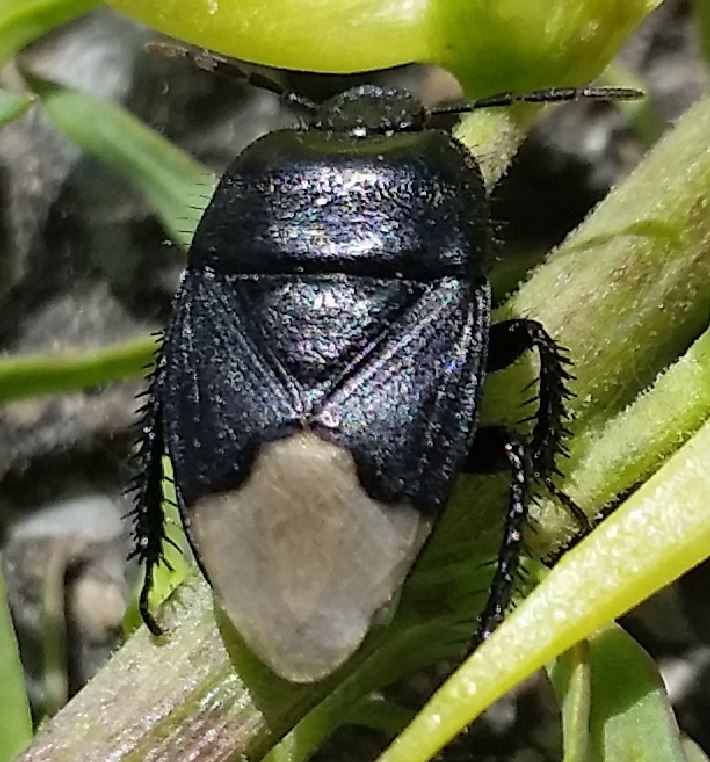
Adulte, montrant le scutellum en triangle équilatéral, la découpe de la corie, et la dépression transverse du pronotum (Baden, Allemagne).
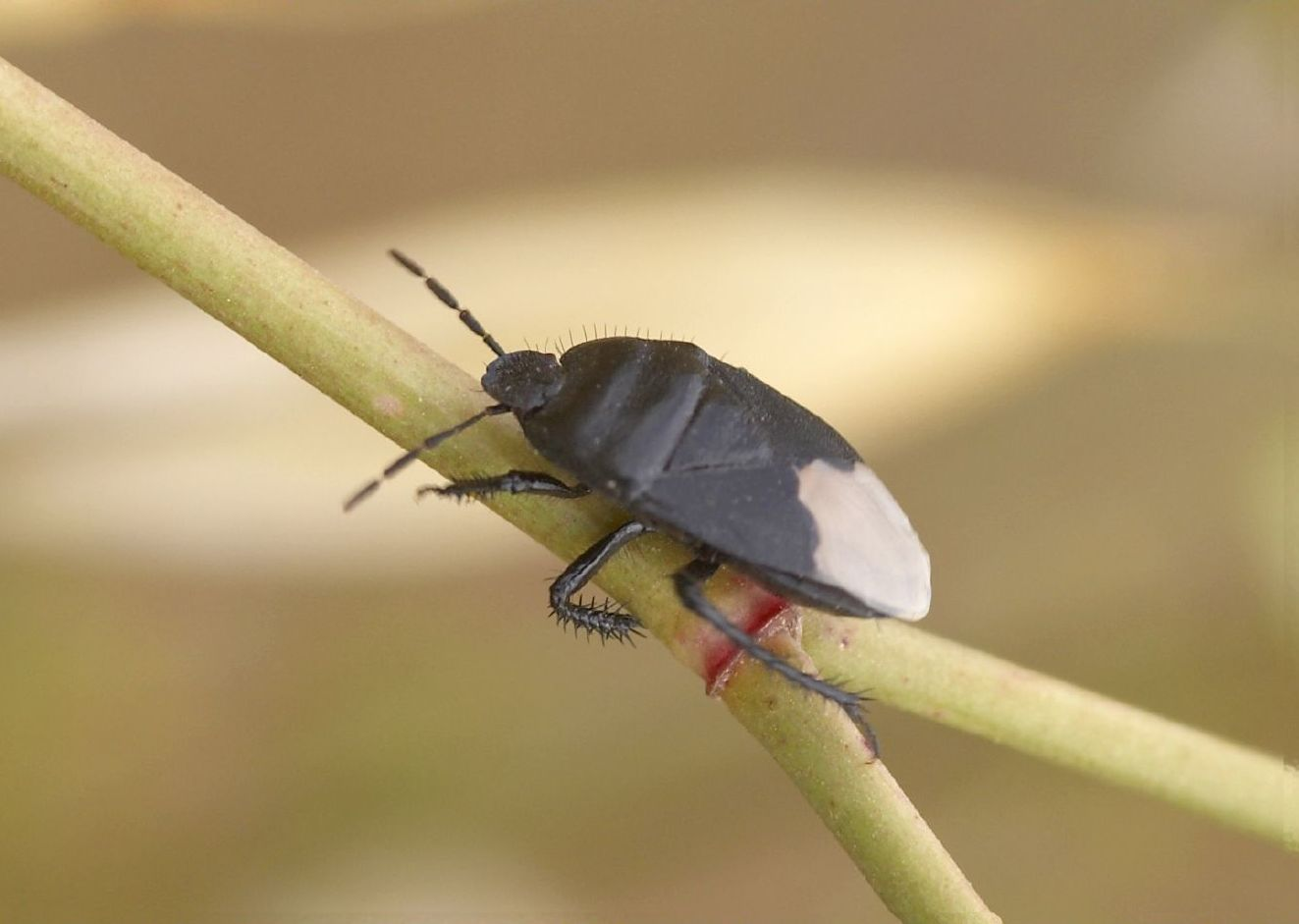
Adulte, montrant les soies rigides sur les marges du corps (Barcelone, Espagne)
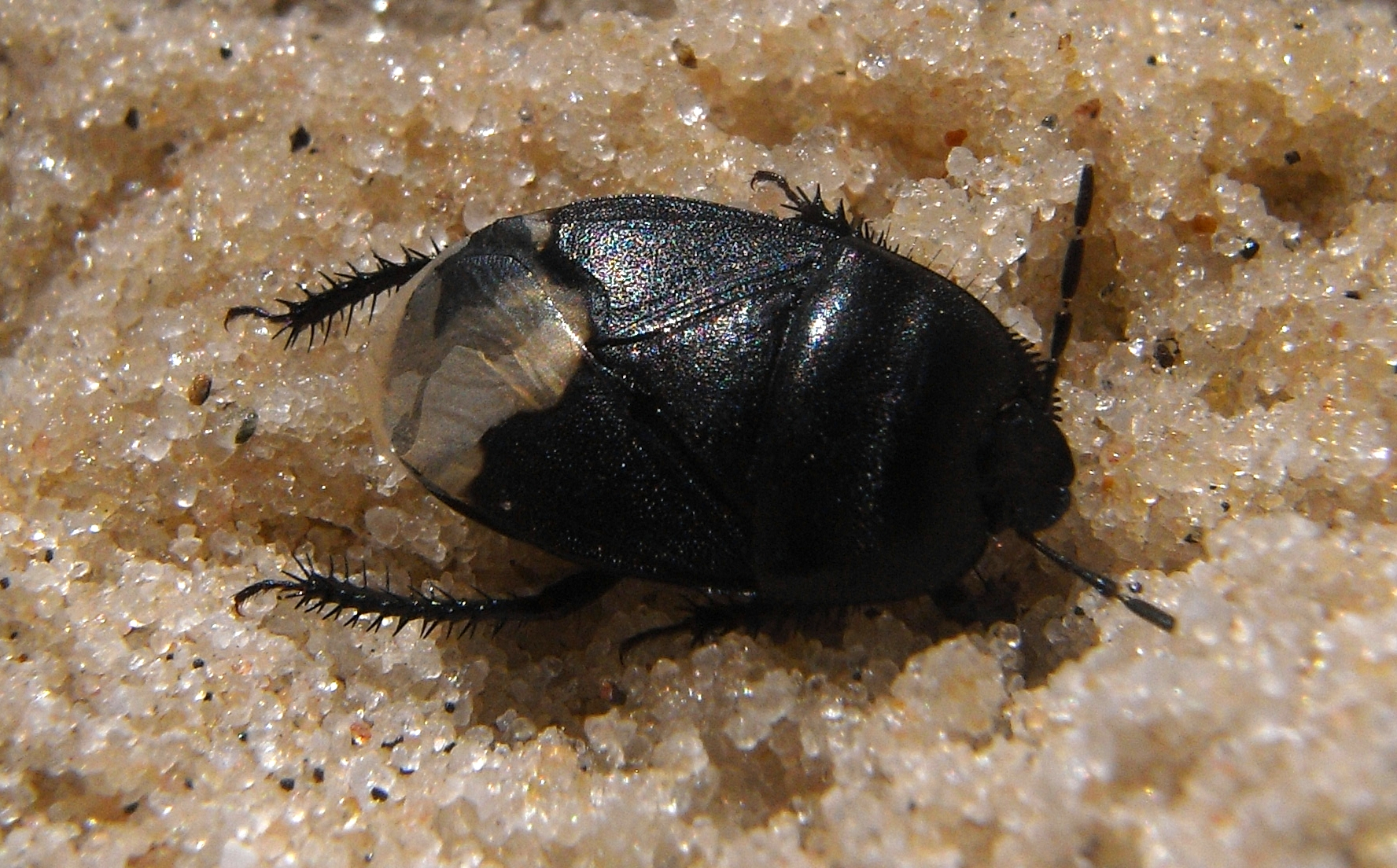
Adulte dans le sable, Tunisie

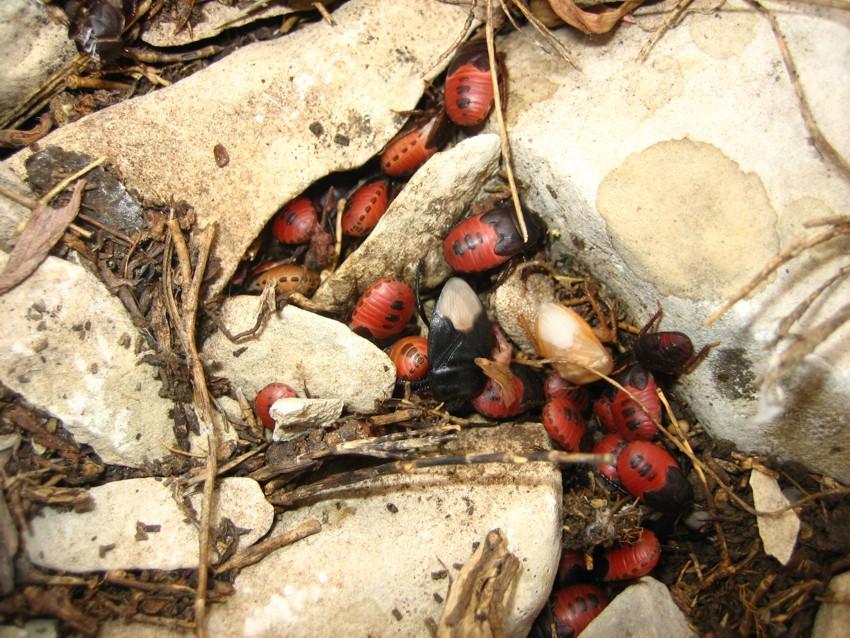
Larves (stade 5), avec deux adultes, dont l'un ténéral (venant de muer), encore jaunâtre (Tarragone, Espagne)

Les larves ont l'abdomen rouge, avec des ébauches alaires, mais présentent déjà la forme caractéristique du pronotum et du scutellum.

## Répartition et habitat
Il s'agit d'une espèce eurosibérienne et africaine, présente de l'Ouest de l'Europe à la Chine, et en Afrique du Nord et Centrale.
Elle a été introduite dans d'autres régions du monde, telles que l'Afrique du Sud, où elle s'est établie après avoir trouvé des conditions similaires à celle de la Méditerranée, et dans le Nouveau Monde, où elle ne semble pas s'être établie.
Elle affectionne les milieux ensoleillés, sableux ou rocailleux, les crêtes rocheuses, la garrigue, les dunes littorales etc., où on la trouve surtout au sol, mais également sur les plantes et même sur les fleurs, ce qui est rare parmi les Cydnidae.

## Systématique
Elle a été décrite pour la première fois par l'entomologiste et naturaliste allemand Johann Reinhold Forster en 1771, sous le nom de Cimex aterrimus, son protonyme. « Cimex » était alors le nom générique donné à toutes les punaises au début de la classification binominale, avant la reconnaissance de la diversité des genres (aujourd'hui uniquement celui auquel appartient la punaise de lit), et « aterrimus » signifie très noir en latin.
En 1803, Fabricius donne lui donne le nom de genre Cydnus, où il réunit 15 espèces (dont plusieurs seront réparties dans d'autres genres ensuite ou synonymisées), et dont il devient l'espèce-type, comme il le sera pour la famille des Cydnidae.
Au sein du genre Cydnus, révisé par Jerzy A. Lis en 1996, il est la seule espèce du groupe aterrimus, se distinguant des autres groupes par divers critères (voir section Description ci-dessus), ainsi que par sa répartition, puisque toutes les autres espèces se rencontrent dans les zones indomalaise et australienne.

### Synonymes
Les espèces suivantes ont été synonymisées avec Cydnus aterrimus : 
- Cimex tristis Fabricius, 1775 (lui-même synonymisé avec divers descriptions du XVIIIe siècle, Cimex spinipes Schrank, 1781, Cydnus carbonarius Geoffroy in Fourcroy, 1785);
- Cydnus sanguinicollis Fabricius, 1803 et Cydnus brunnipennis Fabricius, 1803 (décrits du Maroc);
- Brachypelta elevata Uhler, 1860 (décrit d'Afrique du Sud) et Brachypelta aterrima var. sareptana Jakovlev, 1875 (décrit de Russie);
- Cydnus infernalis Kiritshenko, 1966, et Cydnus sobrius de la Fuente, 1971[5].

## Biologie
Cette espèce est associée aux Euphorbes, dont elle se nourrit, comme l'Euphorbe maritime, ou l'Euphorbe des garrigues. Elle s'observe de mars à septembre.
Cydnus aterrimus vit sur l'euphorbe (Euphorbia). En Europe centrale, on les trouve souvent sur l'euphorbe cyprès (Euphorbia cyparissias). Ils creusent quelques centimètres de profondeur dans le sol et sucent les racines de leurs plantes hôtes. Les nymphes plus âgées et les punaises adultes sucent également les parties aériennes des plantes, en particulier les ovules. Ils peuvent être trouvés perchés sur les inflorescences, en particulier pendant la saison des amours et lorsque les températures sont élevées. La ponte a lieu sous terre. Les femelles gardent leurs couvées, composées de 30 à 65 œufs, ainsi que les nymphes jusqu'à la deuxième mue. Les jeunes nymphes sucent les gouttelettes de sécrétion que les femelles sécrètent de l'anus pour ingérer des micro-organismes endosymbiotiques. Les nymphes vivent en agrégations, parfois maintenues jusqu'au quatrième stade nymphal. Après cela, ils se dispersent. L'hibernation a lieu comme un insecte adulte dans le sol. Au printemps, les animaux apparaissent à partir d'avril ou mai et s'accouplent. Les animaux adultes de la nouvelle génération peuvent être observés à partir de fin juillet ou août.